# 巴韦诺
巴韦诺（義大利語：Baveno），是意大利韦尔巴诺-库西亚-奥索拉省的一个市镇。总面积17.1平方公里，人口4689人，人口密度274.21人/平方公里（2022年）。ISTAT代码为103008。

## 友好城市
- 馬爾他Nadur